# Nairi
Nairi era un país situat entorn del llac Van que va formar el nucli del que després seria el regne d'Urartu, i que cap al 1300 aC era una confederació governada per molts petits reis o prínceps. El nom del país podria derivar de Nihriya un regne que existia al segle xviii aC a la part occidental de l'alt Tigris, amb capital a Nihriya, situada a l'entorn de la moderna Diyarbekir.
Amb el rei d'Assíria Tukultininurta I (1255 aC-1218 aC) els assiris derrotaren a una coalició de reis de Nairi a la regió del llac Van, però no van ocupar el país. Amb Teglatfalassar I (1116 aC-1090 aC) el 1114 aC l'exèrcit assiri va travessar les muntanyes i l'Eufrates Oriental i va derrotar a 23 reis del Nairi. En altres ocasions el nombre de reis esmentat és encara més gran. Teglatfalasar I diu que va arribar a la Mar de Nairi que se suposa és el llac Van. Però els assiris després de rebre jurament de lleialtat i promesa de tribut es van retirar i van tardar bastant de temps a poder tornar. En aquest moment 22 reis s'haurien sotmès al rei d'Assíria, i un d'ells, Sini de Dayaini que exercia una certa hegemonia sobre els 23 reis, va resistir fins al final però va ser capturat i portat a Assur on també es va acabar sotmetent. Va poder retornar al seu regne. Els 23 regnes eren:
- Dayaini, situat al nord del riu Arzànies, governat per Sini.
- Nimmi, que tocava al llac Van
- Tunubi, a les fonts de l'Eufrates
- Tuali
- Kindari
- Uzula
- Unzamuni
- Andiabi
- Pilankini
- Aturguiri
- Kulibarzini
- Shinibirni
- Jimua
- Patiri o Paitiri (prop de l'Arzànies o Palu)
- Uiram
- Shururia
- Abaini o Abahuni (al nord del llac Van)
- Adaimi
- Kirini (després província armènia de Karin, o sigui Erzurum)
- Albaya
- Uguira
- Nazabia
- Abarsiuri

Cap a l'any 880 aC aquests petits principats ja estaven unificats sota el rei de Biaini (és a dir del llac Van) que les fonts assíries denominen Rei d'Urartu. En les seves inscripcions els reis d'Urartu del segle viii aC i posteriors es titulen reis de Nairi quan escriuen en assiri i reis de Biaini i senyors de Tushpa si ho fan en urartià, però no reis d'Urartu, nom que només els aplicaven els assiris.